# Perianalthrombose

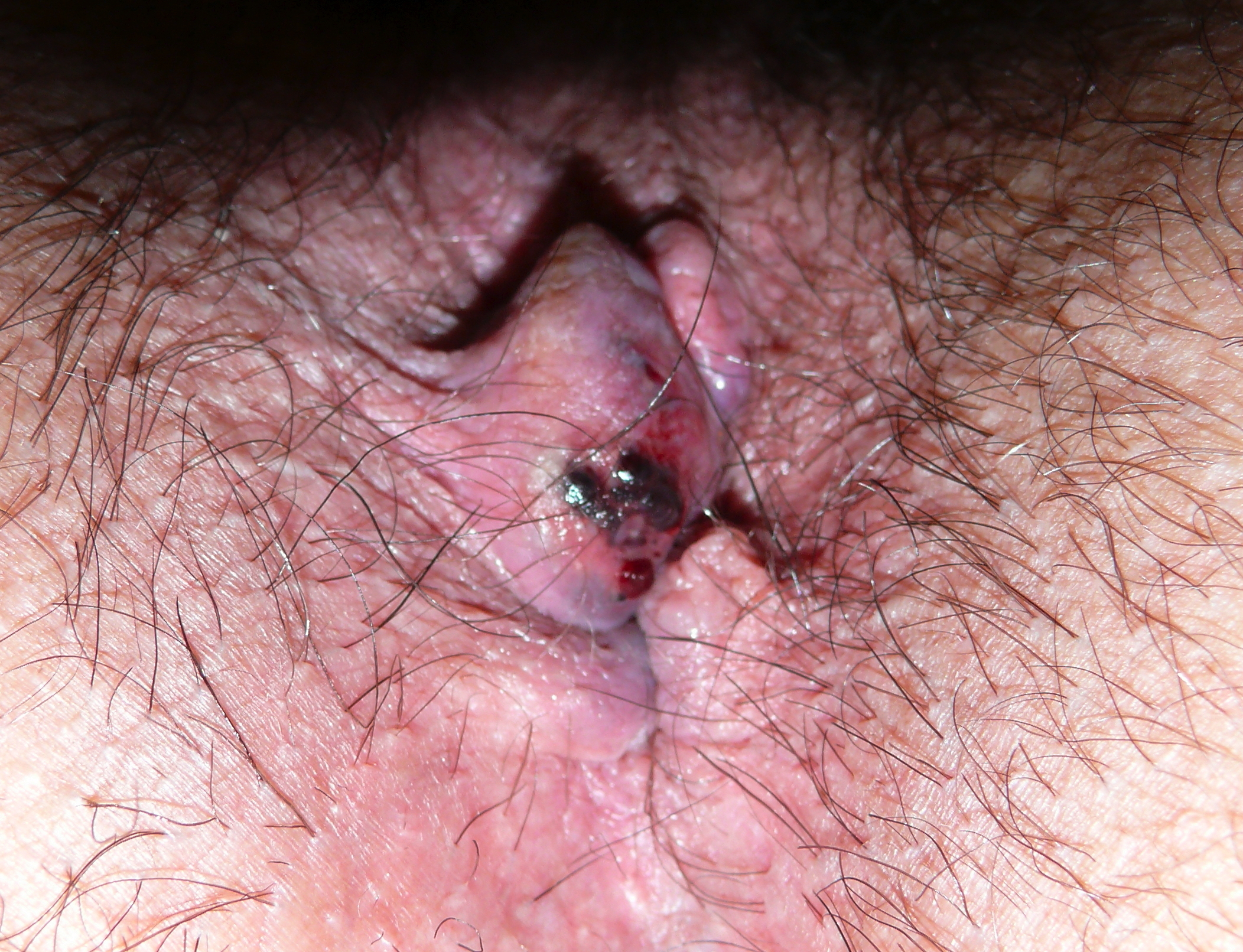
Hervortretende Vene mit blutiger Auflagerung bei perianaler Thrombose

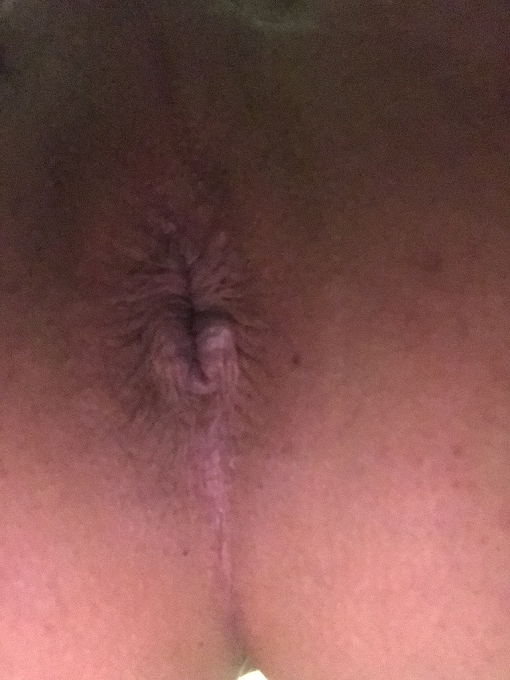
Kleine nicht behandlungsbedürftige Perianalthrombose

Bei der Perianalthrombose (vollständig: Perianalvenenthrombose, kurz auch Analthrombose) handelt es sich um eine schmerzhafte Schwellung im Bereich des Afters, die durch ein Blutgerinnsel in den oberflächlichen Venen verursacht wird. Sie kann mit einer Hämorrhoide verwechselt werden.

## Ursachen
In Studien diskutierte Risikofaktoren sind:
- Alter < 46 Jahre
- übermäßige körperliche Anstrengung
- Verwendung von trockenem Toilettenpapier in Kombination mit feuchten Reinigungsmethoden nach dem Stuhlgang.

In der Leitlinie werden zusätzlich noch diese möglichen Ursachen genannt:
- Sitzen auf kalten Flächen
- schwülwarmes Wetter
- gesteigerter Druck im Bauch (z. B. beim Husten, Heben, beim Pressen)
- Schwangerschaft und Geburt
- hormonelle Faktoren
- Ernährung (Alkohol, Gewürze)
- Mechanische Einflüsse (proktologische Eingriffe, Analverkehr)
- Durchfall
- vergrößerte Hämorrhoidalpolster

Oft ist keine eindeutige Ursache nachweisbar.

## Symptome
Kommt es zu einer Perianalthrombose, bilden sich innerhalb kurzer Zeit ein oder mehrere bläulich-rote schmerzhafte Knoten am Afterrand. Ein Knoten kann dabei mehrere Thromben enthalten und Kirschgröße erreichen, in seltenen Fällen sogar Pflaumengröße.

## Therapie
Die Thrombose kann sich nach wenigen Tagen oder Wochen selbstständig zurückbilden. Klingen die Schmerzen bereits wieder ab, soll entweder gar nicht oder nur konservativ behandelt werden. In akuten Fällen, vor allem bei starken Schmerzen, wird die Perianalthrombose unter örtlicher Betäubung mit einem Schnitt geöffnet und die Thromben werden herausgedrückt. Danach tritt in der Regel schnell eine folgenlose Heilung ein. Gelegentlich können später als Komplikation Marisken entstehen. Diesen Eingriff können Proktologen, Chirurgen, Dermatologen und einige Hausärzte durchführen.
Als lindernde Maßnahmen eignen sich orale Schmerzmittel, etwa nichtsteroidale Antirheumatika (NSAR) wie Diclofenac oder Ibuprofen, spezielle Salben oder Zäpfchen. Letztere sollten frei von Bufexamac sein, weil aufgrund der Auslösung von Kontaktekzemen die Zulassung mit sofortiger Wirkung am 5. Mai 2010 vom BfArM widerrufen wurde. Bisher war es in vielen Mitteln zur Behandlung von Hämorrhoiden enthalten.